# Aporometridae
Aporometridae zijn een familie van zeelelies uit de orde van de haarsterren (Comatulida).

## Geslacht
- Aporometra H.L. Clark, 1938